# Ve Interactive
Ve Global ("Ve"), originalmente Ve Interactive, es una empresa de tecnología fundada en el Reino Unido que cuenta con más de 10.000 clientes y más de 500 empleados en todo el mundo. 
Ve ofrece un servicio de marketing y publicidad a compañías con presencia en línea, incluyendo servicios de programática display y vídeo, display retargeting, engagement onsite real-time y email remarketing.
Fundada en 2009, la compañía recibió una ronda de financiación en 2017 de 15 millones de libras estrerlinas, para fortalecer el negocio y mejorar sus servicios.

## Historia
Ve Interactive fue fundada en octubre de 2009 por David J. Brown, un emprendedor británico, como una startup tecnológica. Gran parte de su crecimiento ha sido orgánico, pero también se han realizado distintas adquisiciones de empresas:
- En junio de 2012 Ve adquiere Adaptive Consultancy
- En abril de 2014 Ve adquiere adGenie por una suma de dinero no revelada.
- En noviembre de 2014 Ve adquiere GDM Digital, una compañía de publicidad digital, por 12 millones de dólares[1]
- En noviembre de 2014 Ve adquiere Qunb,[2] compañía de monitorización de datos y analítica con sede en París, en un "acuerdo multimillonario".[3]
- En diciembre de 2015, Ve adquiere la división de Display Retargeting de eBay Enterprise Marketing Solutions
- En septiembre de 2016, Ve adquiere Optomaton (enlace roto disponible en Internet Archive; véase el historial, la primera versión y la última)., compañía de publicidad digital en vídeo.

## Productos
Todos los productos de Ve Interactive están clasificados como SaaS (software as a service). De acuerdo a su página web, ofrecen los siguientes productos a sus clientes:
- Email Remarketing - email de recuperación y post-sale personalizado.
- Engagement Onsite - tecnología de engagement onsite para la optimización de conversiones.
- Publicidad programática  - publicidad display de prospecting y retargeting.

## Reconocimientos
Ve es ganador del premio Digital Champion en los Growing Business Awards, del Data Strategy Award 2014 for Real-Time Marketing y de los Gold International Business Stevie Award for Computer Software Company of the Year 2013. También ha recogido varios premios en los Stevie Awards en 2014, incluyendo el premio de Oro en el "Mejor Nuevo Producto / Servicio 'en la categoría de comercio electrónico para su VePlatform, Ganador en los premios Travolution del premio 'Best Technology Provider Award' entre otros. 